# Furcula transsylvanica
Furcula transsylvanica är en fjärilsart som beskrevs av Franz Dannehl 1925. Furcula transsylvanica ingår i släktet Furcula och familjen tandspinnare. Inga underarter finns listade i Catalogue of Life.